# 금계산로
금계산로(Geumgyesan-ro)는 충청남도 공주시 유구읍 수촌교삼거리와 공주시 유구읍 각흘고개를 잇는 도로이다.

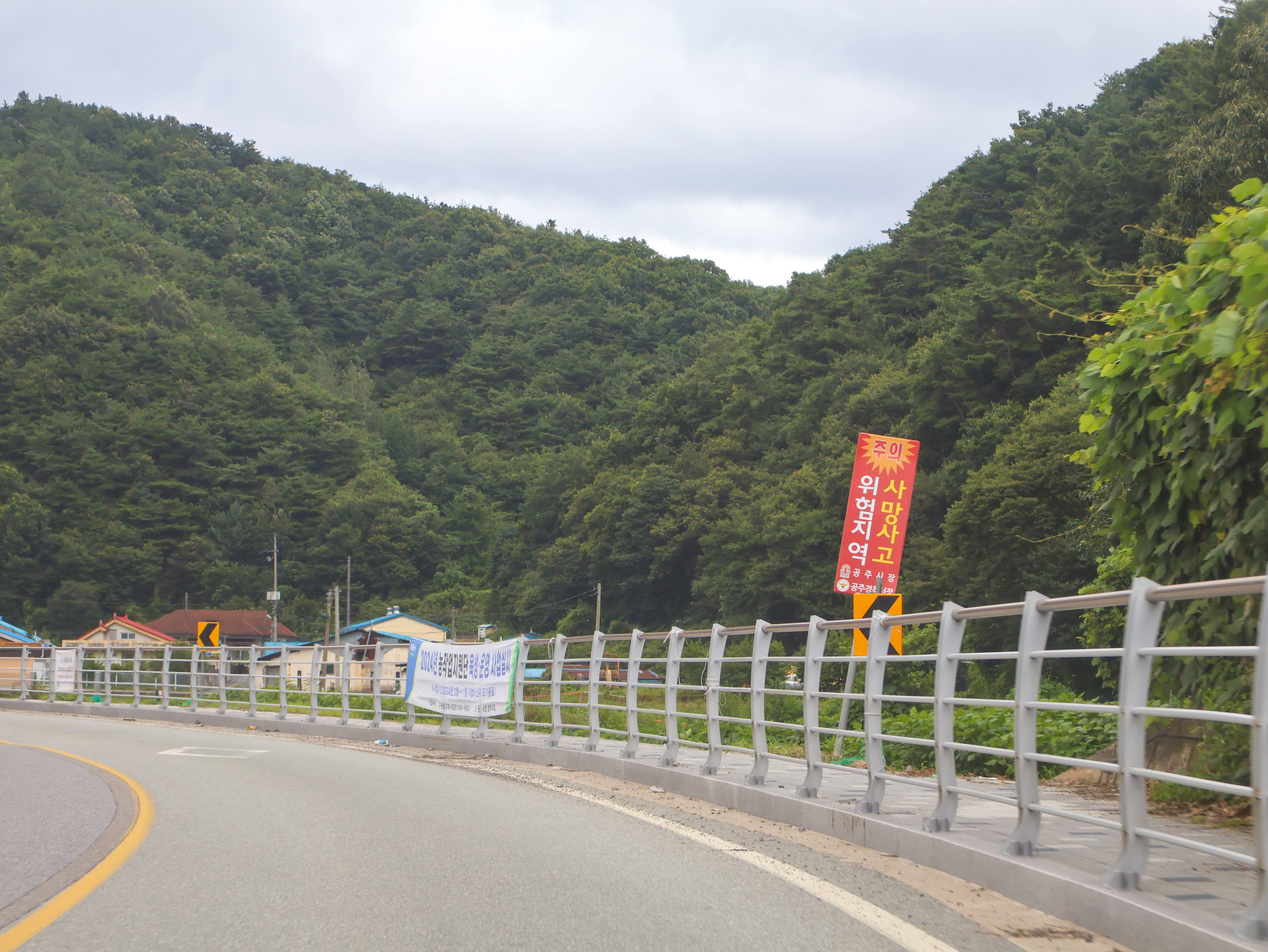
왕복 2차선 구간 (2024년 7월)

## 주요 경유지
충청남도
- 공주시 (유구읍)

## 노선 경로
| 이름                      | 접속 노선                 | 경유지         | 경유지         | 비고           |
| 중앙1길와 직결            | 중앙1길와 직결            | 중앙1길와 직결 | 중앙1길와 직결 | 중앙1길와 직결 |
| ------------------------- | ------------------------- | -------------- | -------------- | -------------- |
| 수촌교삼거리              | 신설동1길                 | 공주시         | 유구읍         |                |
| 수촌사거리                | 중앙2길 수촌중앙길        | 공주시         | 유구읍         |                |
| 유구교                    |                           | 공주시         | 유구읍         |                |
| 유구교 교차로             | 창말길                    | 공주시         | 유구읍         |                |
| 유구IC 교차로 유구 나들목 | 제30호선 서산영덕고속도로 | 공주시         | 유구읍         |                |
| 신달교                    |                           | 공주시         | 유구읍         |                |
| 추계교                    |                           | 공주시         | 유구읍         |                |
| 탑곡삼거리                | 지방도 제618호선 (문금길) | 공주시         | 유구읍         |                |
| 각흘고개                  |                           | 공주시         | 유구읍         |                |
| 외암로와 직결             |                           |                |                |                |

## 주요건물및 시설
- HD현대오일뱅크 신영주유소 (금계산로 424/신달리 236-1)
- HD현대오일뱅크 유구농협 LPG충전소 신달지점 (금계산로 477/신달리 291-1)
- 농협 유구농협 신달지소 (금계산로 477/신달리 321)
- HD현대오일뱅크 유구농협 주유소 (금계산로 477/신달리 291-5)
- SK에너지 신달주유소 (금계산로 687/신달리 504-3)
- 추계1구 마을회관 (금계산로 774/추계리 274-6)
- 덕암초등학교 (금계산로 943/덕곡리 3-11)